# Thor (film)
Thor is een Amerikaanse superheldenfilm uit 2011, gebaseerd op het gelijknamige personage van Marvel Comics. De film werd geregisseerd door Kenneth Branagh, geproduceerd door Marvel Studios, en uitgebracht door Paramount Pictures. De hoofdrollen worden gespeeld door Chris Hemsworth, Tom Hiddleston, Natalie Portman, Jaimie Alexander en Anthony Hopkins.
Het is de vierde film uit het Marvel Cinematic Universe. De film ging op 17 april 2011 in première.

## Verhaal
De film begint in het Noorse godenrijk Asgard; een van de negen rijken verbonden met de Kosmische boom van het leven. Dit rijk werd jaren terug bedreigd door de IJsreuzen (Frost Giants), die met een oud voorwerp genaamd de Casket of Ancient Winters alle negen rijken wilden veroveren. Ze werden toen verslagen door de Asgardianen, onder leiding van Odin. De Casket wordt nu beschermd door de Destroyer; een metalen golem. Odin heeft inmiddels twee zonen: Thor en Loki.
Op de dag dat Thor tot nieuwe koning zal worden gekroond, wordt Asgard aangevallen door de IJsreuzen. De aanval wordt afgeslagen, maar Thor neemt hier geen genoegen mee en gaat tegen zijn vaders wil naar Jothunheim, het rijk van de IJsreuzen, om daar met Laufey, de leider van de IJsreuzen, de strijd aan te gaan. Hij wordt bijgestaan door Loki, Sif, Volstagg, Fandral en Hogun. De groep wordt door de IJsreuzen verslagen en ternauwernood gered door Odin. Door Thors daad laait de oude oorlog tussen de Asgardianen en de IJsreuzen weer op. Voor straf ontneemt Odin Thor zijn krachten en verbant hem naar de aarde. Thors krachten worden opgeslagen in zijn krijgshamer, Mjölnir. Alleen iemand die waardig genoeg is kan deze hamer voortaan hanteren en zich Thors kracht toe-eigenen.
Thor belandt in New Mexico en wordt gevonden door een wetenschapper genaamd Jane Foster, haar assistent Darcy Lewis, en haar mentor Dr. Erik Selvig. Ze zijn eerst sceptisch over Thors beweringen dat hij de Noorse dondergod zou zijn, maar laten zich uiteindelijk overtuigen. Ondertussen wordt Mjölnir gevonden door S.H.I.E.L.D.. Agent Phil Coulson wordt aangesteld om de hamer te onderzoeken. Thor ontdekt de locatie van zijn hamer en breekt in bij S.H.I.E.L.D. om hem terug te halen, maar ontdekt dat hij de hamer niet langer kan hanteren. Hij accepteert dat hij vastzit op Aarde en krijgt een relatie met Jane.
Ondertussen ontdekt Loki dat Laufey zijn echte vader is; Odin heeft hem geadopteerd. Wanneer Odin gedwongen zijn periodieke slaapperiode moet ondergaan om nieuwe krachten op te doen, besluit Loki de macht in Asgard te grijpen. Hij biedt Laufey de kans Odin te doden en de Casket te bemachtigen indien hij belooft Asgard met rust te zullen laten. Sif en de drie krijgers ontdekken dit en overtuigen Heimdall om hen naar de Aarde te laten gaan om Thor te zoeken. Loki wil dit verhinderen en stuurt de Destroyer achter hen aan.
Sif en de anderen arriveren op Aarde en vinden Thor, maar zij worden vervolgens aangevallen en verslagen door de Destroyer. Thor gaat de confrontatie aan met de Destroyer en toont zichzelf zo waardig genoeg om Mjölnir te hanteren. De hamer keert naar hem terug en Thor verslaat de Destroyer. Daarna keert hij met de andere vier terug naar Asgard. Ondertussen verraadt en doodt Loki Laufey en onthult zijn ware plan: hij wil Laufey's "aanslag" op Odin gebruiken als excuus om Jotunheim te vernietigen en zichzelf zo te bewijzen aan Odin.
Thor arriveert en gaat de confrontatie aan met zijn broer. Hij vernietigt Bifröst, de brug die Asgard met Jotunheim en de andere rijken verbindt om Loki tegen te houden. Odin wordt wakker waarop Loki gedwongen is te vluchten door in de leegte waar ooit de Bifröst was te springen. Doordat de Bifröst kapot is, moet Thor nu in Asgard blijven tot ofwel de Bifröst gemaakt is, of men op Aarde een manier vindt om de poort naar Asgard te openen. Ondertussen, op Aarde, proberen Jane en haar team de poort naar Asgard te heropenen.
In een bonusscène na de aftiteling ziet men Dr. Selvig, die nu door Loki wordt bezeten. Hij krijgt opdracht van Nick Fury om een pas ontdekte kosmische kubus te onderzoeken.

## Rolverdeling

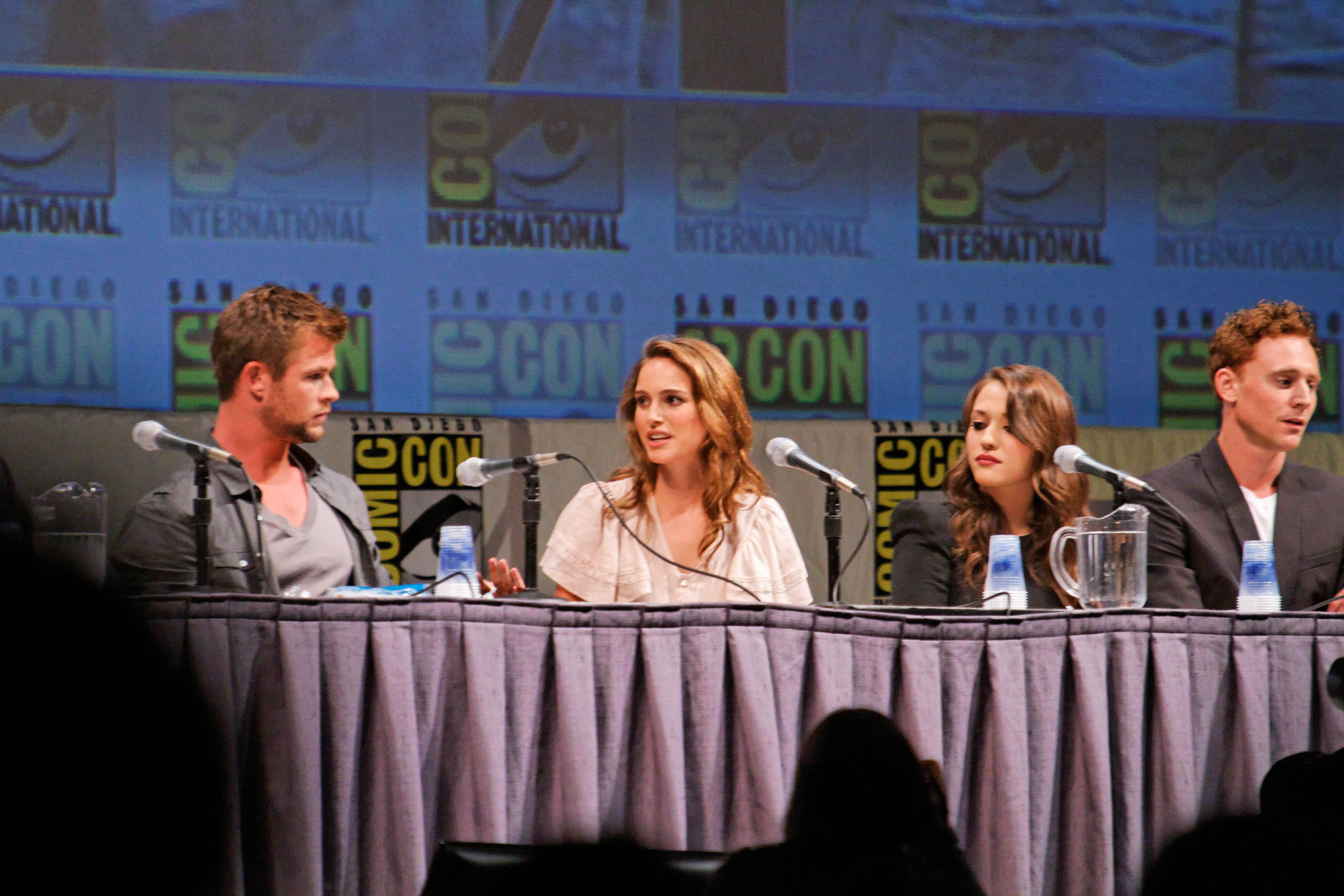
Hemsworth, Portman, Dennings, en Hiddleston op de San Diego Comic-Con International van 2010.

| Acteur                 | Personage                     |
| ---------------------- | ----------------------------- |
| Chris Hemsworth        | Thor                          |
| Tom Hiddleston         | Loki                          |
| Natalie Portman        | Jane Foster                   |
| Anthony Hopkins        | Odin                          |
| Stellan Skarsgård      | Erik Selvig                   |
| Kat Dennings           | Darcy Lewis                   |
| Clark Gregg            | Agent Coulson                 |
| Colm Feore             | Koning Laufey                 |
| Idris Elba             | Heimdall                      |
| Ray Stevenson          | Volstagg                      |
| Tadanobu Asano         | Hogun                         |
| Josh Dallas            | Fandral                       |
| Jaimie Alexander       | Lady Sif                      |
| Rene Russo             | Frigga                        |
| Adriana Barraza        | Isabela Alvarez               |
| Maximiliano Hernández  | Jasper Sitwell                |
| Joseph Gatt            | IJsreus Grundroth             |
| Joshua Coxx            | IJsreus Hailstrum             |
| Jamie McShane          | Agent Jackson                 |
| Joel McCrary           | Dronken inwoner               |
| Isaac Kappy            | Medewerker Dierenwinkel       |
| Douglas Tait           | IJsreus                       |
| Troy Brenna            | IJsreus                       |
| J. Michael Straczynski | Pick-up Truck Chauffeur       |
| Walt Simonson          | Gast bij Asgardiaanse banket  |
| Stan Lee               | Zichzelf                      |
| Jeremy Renner          | Clint Barton / Hawkeye        |
| Samuel L. Jackson      | Nick Fury (post-credit scene) |

## Achtergrond

### Ontwikkeling
Sam Raimi had al plannen voor een film over Thor na voltooiing van zijn film Darkman uit 1990. Hij sprak hierover met Stan Lee en 20th Century Fox, maar zij begrepen zijn idee over Thor niet. Het idée werd daarom verworpen tot april 1997, toen Marvel Studios een grote groei doormaakte. De film kwam op gang na het succes van X-Men. Oorspronkelijk was het echter de bedoeling dat het een televisiefilm zou worden, met Tyler Mane als Thor. In mei 2000 haalde Marvel Studios Artisan Entertainment erbij om de film te financieren. De film kwam echter in de spreekwoordelijke development hell terecht, en in juni 2004 waren er nog steeds geen concrete plannen. In december 2004 kocht Sony Pictures Entertainment de filmrechten. David S. Goyer was een kandidaat om het scenario te mogen schrijven en de film te regisseren. In 2005 bleek hij echter van het project af te zijn gehaald.
Mark Protosevich, een fan van de stripserie Thor, tekende in april 2006 om het scenario te schrijven. Rond dezelfde tijd kreeg Paramount Pictures de rechten op de film in handen. Tevens werd bekend dat Marvel Studios de film zelf zou gaan produceren. In december 2007 maakte Protosevich bekend dat het scenario dat hij in gedachten had zou gaan om Thor die door zijn verblijf op aarde zijn ware roeping beseft. In augustus 2007 gaf Marvel Studios Matthew Vaughn de baan van regisseur. Hij herschreef Protosevichs scenario om de kosten te drukken tot onder de 150 miljoen dollar, daar een verfilming van Protosevichs scenario toch zeker het dubbele zou gaan kosten. De opnames zouden moeten beginnen in 2008.
Na het succes van Iron Man kondigde Marvel Studios aan Thor in juni 2010 uit te willen brengen. Die streefdatum werd niet gehaald.
Vaughns deal met Marvel liep in mei 2008 echter af, waarna een nieuwe regisseur werd gezocht. Dit werd Kenneth Branagh. Branagh gaf aan in januari 2010 te willen beginnen met de opnames.

### Productie
In februari 2009 werd begonnen met te zoeken naar een geschikte acteur voor de hoofdrol. In mei 2009 werd bekend dat Chris Hemsworth de rol zou krijgen. Hemsworth was echter niet de eerste keuze van Marvel en regisseur Kenneth Branagh om de rol van Thor te gaan spelen. Hij werd bij een eerste auditie afgewezen, maar kreeg na enig wikken en wegen een tweede kans. Ook de rol van Tom Hiddleston lag al snel vast. In juli 2009 werd bevestigd dat Natalie Portman in de film zou meespelen.
In oktober 2008 had Marvel Studios reeds een contract afgesloten met Raleigh Studios om hun volgende vier films - Iron Man 2, Thor, Captain America: The First Avenger en The Avengers – op te mogen nemen in Raleigh's faciliteiten in Manhattan Beach. Production Weekly gaf aan dat de opnames voor Thor halverwege januari 2010 zouden beginnen in Los Angeles, en daarna plaats zouden vinden in Santa Fe. Er waren plannen om opnames te maken op een strook strand in Del Mar, maar hiervoor werd geen toestemming verleend. In mei 2010 werden de opnames afgerond.

### Reclamecampagne
De film werd onder andere aangekondigd via een bonusscène aan het eind van de aftiteling van Iron Man 2. Hierin wordt melding gemaakt van een gevonden oorlogshamer, die mogelijk van Thor is.
Een animatiefilm getiteld Thor: Tales of Asgard zal direct-naar-video uitkomen rond dezelfde tijd als de live-actionfilm.
Sega is bezig met de ontwikkeling van een computerspel gebaseerd op de film, getiteld Thor: God of Thunder.

### Filmconnecties
Thor is onderdeel van het Marvel Cinematic Universe; een reeks live-action films die zich allemaal afspelen in hetzelfde fictieve universum:
- Samen met Iron Man, The Incredible Hulk en Captain America: The First Avenger is Thor bedoeld als aanloop naar de film The Avengers.
- Agent Phil Coulson, die eerder meespeelde in Iron Man en Iron Man 2, komt ook in deze film voor, wederom gespeeld door Clark Gregg.
- Wanneer de Destroyer op aarde arriveert, vraagt een verbaasde soldaat of dit weer zo'n uitvinding van Tony Stark is.
- Dr. Bruce Banner/de Hulk wordt even kort genoemd door Selvig wanneer deze Jane waarschuwt over hoe grondig SHIELD doorgaans te werk gaat.
- Hawkeye heeft een klein rolletje in deze film, deze keert terug in The Avengers

### Ontvangst
De film werd op 5 mei 2011 officieel "Fresh" verklaard door Rotten Tomatoes met een score van 83% gebaseerd op 133 beoordelingen, Metacritic gaf de film een score van 58 gebaseerd op 33 beoordelingen.
De film heeft tot dusver wereldwijd $448.512.824 miljoen opgebracht. Thor kreeg positieve recensies van onder andere Megan Lehmann van The Hollywood Reporter en Richard Roeper van de Chicago Sun-Times. Richard Kuipers van het tijdschrift Variety was minder te spreken over Thor, en Roger Ebert gaf de film zelfs een ronduit negatieve beoordeling.

## Prijzen en nominaties
- In 2012 won Thor een Empire Award voor Best Sci-Fi/Fantasy. Datzelfde jaar won Tom Hiddleston een Empire Award voor beste mannelijke nieuwkomer.
- De film werd voor nog 12 andere prijzen genomineerd, waaronder 4 Saturn Awards en de Teen Choice Awards.